# Garde nationale (Nicaragua)
Pour les articles homonymes, voir Garde nationale.
La garde nationale (espagnol : guardia nacional, également connue sous le nom de la Guardia) est une milice et un service de police et de gendarmerie créée en 1925 lors de l'occupation du Nicaragua par les États-Unis. Elle va progressivement englober les rôles de police politique, d'armée, et de service de renseignement et de répression au Nicaragua au fil des années.
Elle est devenue célèbre pour les violations des droits de l'homme auxquelles ses hommes ont pris part, et pour la corruption installée sous le régime de la famille Somoza (1936-1979). La garde nationale a été dissoute lorsque les sandinistes sont arrivés au pouvoir en 1979. Une partie de ses membres va intégrer les forces paramilitaires antisandinistes des Contras, et poursuivre la guerre contre le régime du FSLN.

## Création

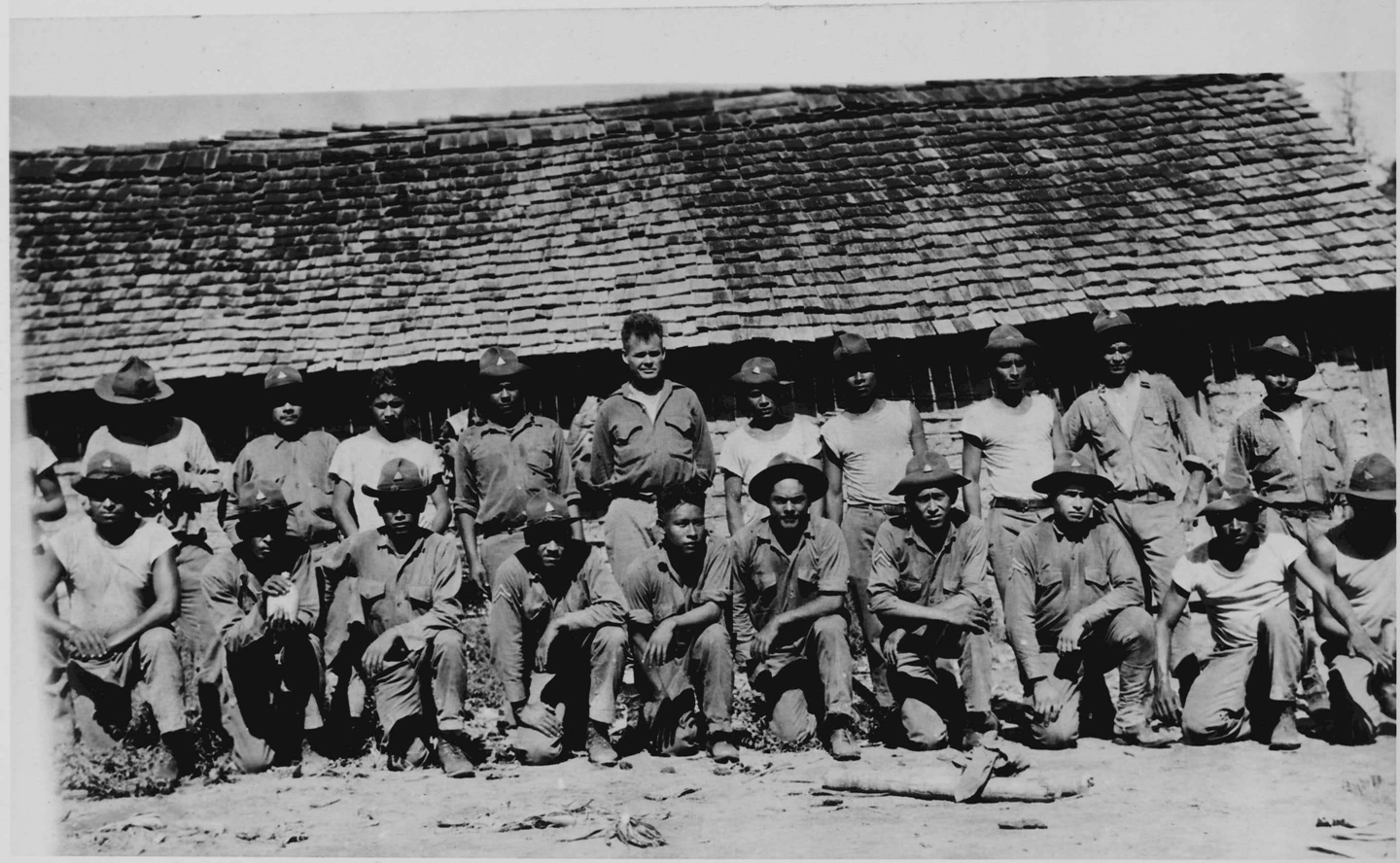
Le militaire américain Chesty Puller avec des membres de la garde nationale, en 1931.

Avant l'occupation américaine, la longue période de guerre civile avait encouragé le développement d'une variété d'armées privées dans le pays. Le gouvernement fraîchement élu du président Carlos José Solórzano a demandé que les Marines américains (également intéressés par le contrôle de cette région) restent au Nicaragua jusqu'à ce qu'une force de sécurité intérieure indigène puisse être formée ; à cet effet, le gouvernement nicaraguayen a embauché en 1925 un général américain à la retraite pour aider à mettre en place une nouvelle force de gendarmerie paramilitaire, intitulée Guardia Nacional de Nicaragua (garde nationale du Nicaragua). Cette même année, les forces américaines ont quitté le pays, mais après le déclenchement d'affrontements, elles sont revenues en 1926 et ont pris le commandement et la formation de la garde nationale de 1927 à 1933, date à laquelle elle a été remise sous le contrôle du gouvernement du président du Nicaragua Juan Bautista Sacasa.
Le président Sacasa, sous la pression politique de José María Moncada, un chef d'une faction rebelle qui a ensuite rejoint le gouvernement après les efforts de médiation américains, a nommé Anastasio Somoza García au poste de directeur en chef de la garde nationale en 1925. En plus d'être l'un des neveux de Sacasa, Somoza Garcia était un ami de confiance de Moncada et un partisan de l'opposition libérale. Les Américains lui ont fait confiance en raison son activité de traducteur d'Henry Stimson lors de la conférence de paix de 1927, de sa scolarité aux États-Unis et de sa formation auprès des Marines américains (apparemment, en tant qu'officier de la garde nationale).
Après le départ des troupes américaines en 1933 (au plus fort de la Grande Dépression), le gouvernement Sacasa ouvre des négociations avec la guérilla rebelle de l'Armée de défense de la souveraineté nationale (EDSN) dirigée par Augusto César Sandino, qui avait combattu à la fois la garde nationale et la force d'occupation américaine. Au cours des négociations, Sandino a insisté sur le démantèlement de la garde nationale comme condition préalable à tout accord de paix, ce qui a conduit Somoza Garcia à réagir vivement en arrêtant et en exécutant Sandino, en violation d'un accord que Sacasa avait donné au chef rebelle. La garde nationale a ensuite rapidement écrasé l'EDSN de Sandino, affaiblissant davantage le gouvernement Sacasa. À cette époque, la garde nationale était composée d'environ 3 000 soldats.
Après avoir utilisé l'influence de la garde nationale pour soutenir la réélection de Sacasa en 1936, Somoza Garcia a installé certains de ses amis militaires à des postes civils clés, puis a déposé Sacasa lors d'un coup d'État tenu en juin de la même année. Avec un allié nommé président par intérim, Somoza Garcia a ensuite démissionné du poste de directeur en chef de la garde nationale afin de répondre aux exigences constitutionnelles pour se présenter lui-même à la présidence. Rompant avec le parti libéral, il fonde le Partido Liberal Nacionalista (PLN, Parti national libéral) et remporte l'élection présidentielle avec un score de 107 201 voix contre seulement 108. Le 1er janvier 1937, le président Somoza Garcia s'attribua à nouveau le poste de directeur en chef de la garde nationale, installant une dictature militaire largement corrompue, et fortement liée aux intérêts commerciaux américains qui durera quatre décennies.

## Sous le régime de Somoza
Somoza Garcia a rapidement pris le contrôle des institutions nicaraguayennes, y compris la garde nationale, promouvant ses alliés et purgeant ses opposants. La garde nationale était l'épine dorsale d'un réseau de contrôle en pleine croissance, comprenant aussi les télécommunications, les chemins de fer et les principaux services publics, des douanes aux hôpitaux en passant par la perception des impôts. En 1938, Somoza Garcia nomma une assemblée civile qui approuva les changements constitutionnels lui permettant de rester en fonction ; sa fortune personnelle s'est élargie au fur et à mesure que lui et sa famille ont pris en possession des domaines clés de l'économie privée. Une corruption de plus en plus répandue, fondée sur des pots-de-vin et l'utilisation de la violence, a protégé le pouvoir de la famille Somoza à tous les niveaux. Les États-Unis ont soutenu la garde nationale par le biais de la loi sur le prêt-bail de la Seconde Guerre mondiale et aux termes du traité de Rio, mais n'ont pas publiquement approuvé la gouvernance extraconstitutionnelle de Somoza Garcia. La garde nationale, qui était jusque-là une force d'infanterie légère composée en grande partie de compagnies de fusiliers équipées d'armes légères américaines de la Première Guerre mondiale, a commencé à acquérir des équipements lourds tels que des voitures blindées, des chars légers, des véhicules de transport et de l'artillerie.
Le régime a autorisé la contestation politique nominale et, en 1947, a accepté des élections, dans l'espoir d'apaiser à la fois les États-Unis et les opposants locaux, mais a rapidement déposé le candidat vainqueur lors d'un coup d'État qui a suscité une forte désapprobation du gouvernement américain. Avec une nouvelle constitution, un président nommé par l'assemblée et une forte position anticommuniste, les tensions se sont calmées. Néanmoins, Somoza Garcia était le véritable pouvoir derrière le rideau et une cible croissante de tentatives de coups d'État et d'assassinats ; il a alors fondé un corps de protection personnel séparé du reste de la garde nationale, et a fait modifier la constitution pour lui permettre de briguer un autre mandat en 1955. En janvier de la même année, Somoza Garcia, en collusion avec le dictateur de la République dominicaine Rafael Trujillo, a soutenu une invasion infructueuse du Costa Rica depuis le Nicaragua par des partisans en exil de l'ancien président Rafael Calderón Guardia, la garde nationale nicaraguayenne assurant une couverture aérienne à l'opération.
En septembre 1956, Somoza Garcia est abattu par un jeune poète dissident, Rigoberto López Pérez, et est remplacé à la présidence par son fils aîné, Luis Somoza Debayle, tandis que son fils cadet Anastasio Somoza Debayle, diplômé de l'Académie militaire des États-Unis à West Point, est devenu le directeur en chef de la garde nationale. La répression brutale de l'opposition politique intérieure a suivi. En 1957, la garde nationale a accompli la seule action militaire extérieure de son existence, une brève escarmouche frontalière avec le Honduras.
En 1961, la garde nationale a coopéré avec la Central Intelligence Agency (CIA) dans la préparation de l'invasion avortée de la Baie des Cochons de Cuba, permettant à ses bases d'être utilisées pour des zones d'entraînement et de rassemblement. De mai 1965 à septembre 1966, une compagnie d'infanterie de la garde nationale a participé à une opération de maintien de la paix en République dominicaine aux côtés des troupes américaines, brésiliennes, paraguayennes, honduriennes et costaricaines dans le cadre de la Force interaméricaine de pacification (FIP), déployée sous l'égide de l'Organisation des États américains (OEA). Le pouvoir de la garde au Nicaragua, cependant, s'est progressivement élargi pour englober non seulement ses fonctions originelles portant sur la sécurité intérieure et la police, mais également le contrôle des douanes, des télécommunications, des installations portuaires, de la radiodiffusion, de la marine marchande et de l'aviation civile.
Même si des amis de confiance de la famille ont succédé à Luis Somoza Debayle à la présidence du pays, son frère est resté fermement aux commandes de la garde nationale. Finalement, en 1967, Anastasio lui-même fut élu président ; Luis meurt peu de temps après d'une crise cardiaque, laissant Anastasio aux commandes du pays et de la garde nationale. Sans le contrôle relatif de son frère, la corruption sous le commandement d'Anastasio s'est amplifiée. Le tremblement de terre de 1972 au Nicaragua, qui a gravement endommagé la capitale, Managua, a apporté des preuves supplémentaires des dysfonctionnements du régime, car les membres de la garde nationale ont ouvertement pillé les entreprises endommagées, et détourné l'aide internationale. La richesse personnelle de Somoza Debayle a grimpé en flèche pendant la période de reconstruction. En 1974, le mouvement sandiniste (le FSLN, du nom de Sandino, assassiné en 1934) a gagné en puissance, et a réussi à forcer le gouvernement à accepter une amnistie, après quoi Somoza Debayle déclara l'état de siège, et la garde nationale pilota une répression violente dans la période 1975-1976. Cela a affaibli le FSLN, mais également le régime de Somoza.

## Effondrement de la garde nationale
L'aide militaire directe des États-Unis a pris fin en novembre 1978, bien que les États-Unis aient toujours tenté de poursuivre une politique de « Somocismo sin Somoza » (le somozisme sans Somoza) permettant effectivement à la garde nationale d'empêcher une victoire sandiniste, tout en tentant de retirer du pouvoir Somoza, de plus en plus impopulaire, en le poussant à tenir des élections. L'administration Carter a d'ailleurs envoyé à Somoza une note de félicitations de Carter après sa victoire contestée aux élections de 1978.
Après l'assassinat du chef de l'opposition Pedro Chamorro en janvier 1978, lequel faisait partie de l'élite économique du pays, le public nicaraguayen a réagi par une série de grèves nationales et une opposition politique croissante contre le régime. La garde nationale a été réorganisée et élargie, passant à une force de plus de 10 000 officiers et hommes enrôlés, avec des bataillons dispersés dans tout le pays et des unités spécialisées telles que des troupes mécanisées, des spécialistes en génie militaire, une garde présidentielle et une formation tactique plus solide. La garde nationale a continué à resserrer son emprise sur le pays, mais l'opposition s'est également intensifiée. Une crise liées à des otages a lieu le 22 août 1978, lorsque 25 rebelles sandinistes déguisés en soldats de la garde nationale dirigés par le "Comandante Cero" (commandant Zéro), le futur chef membre des Contras Edén Pastora, occupèrent le palais de l'Assemblée nationale à Managua, prirent 2 000 otages et s'échappèrent vers le Panama avec 50 prisonniers politiques sandinistes libérés. La prise du Palais national est la deuxième grande action lancée par les sandinistes.
En mars 1979, le régime de Somoza est confronté une guerre civile ouverte et s'est retrouvé privé de toute aide des États-Unis, y compris le blocage d'une cargaison d'urgence d'armes et de munitions en provenance d'Israël. Avec en sa possession des munitions, des pièces de rechange, du carburant et des fournitures médicales à un niveau très bas, la garde nationale de plus en plus menacée ne pouvait plus soutenir un combat prolongé contre les rebelles. Déjà en proie à un moral fragile et affaiblies par les pertes et les désertions après sept semaines de bataille, les unités de la garde nationale ont été progressivement contraintes de se replier sur Managua.
À ce stade, le 17 juillet 1979, Somoza Debayle a démissionné de ses fonctions et a fui le pays en avion pour Miami, en Floride, suivi de presque tous les officiers supérieurs de l'état-major général de la Gade nationale. Le successeur de Somoza à la tête de l'État, le président par intérim Francisco Urcuyo Maliaños, a ouvert des négociations pour un cessez-le-feu, mais a en même temps tenté de renforcer sa position politique en plaçant de jeunes colonels et lieutenants-colonels dans l'état-major de la garde nationale, désormais dirigé par le nouveau directeur en chef, le lieutenant-colonel (plus tard général) Federico Mejía González. Les 12 000 hommes encore sous son commandement, désormais assiégés dans le quartier gouvernemental de la colline de Tiscapa à Managua et à l'aéroport international de Managua, et dans les autres poches de contrôle à travers le pays, ont été exhortés à poursuivre le combat. Après l'échec des négociations avec les sandinistes en raison de son refus de démissionner le 18 juillet, le président Urcuyo s'est enfui au Guatemala, laissant en charge le directeur général en chef de la garde nationale, Mejía, qui a tenté en vain de poursuivre les conversations pour le cessez-le-feu. Face au rejet par les sandinistes de son cahier de revendications – qui incluait la sauvegarde de tous les biens appartenant à des officiers – en échange d'une reddition, à l'aube du 19 juillet 1979, le général Mejía et la plupart des officiers supérieurs de L'état-major général ont quitté le Nicaragua par avion, laissant leurs hommes sans chef.
Tôt le matin du même jour, 5 000 guérilleros sandinistes et 10 000 membres des « milices populaires » ont pris le contrôle du centre-ville de Managua et ont appelé à un cessez-le-feu. Le dernier commandant supérieur de la garde nationale, le lieutenant-colonel Fulgencio Largaespada Baez, s'inclina finalement devant l'inévitable et ordonna à ses soldats démoralisés et épuisés de déposer les armes. À la fin de la guerre civile, 7 500 gardes ont été faits prisonniers - de nombreux anciens gardes soupçonnés d'avoir violé les droits de l'homme étant détenus par les sandinistes - tandis que 4 500 autres officiers et hommes de troupe ont fui vers le Honduras, le Salvador, le Costa Rica et Guatemala pour former le noyau d'une force d'opposition armée au nouveau gouvernement nicaraguayen, qui deviendra plus tard connu sous le nom de Contras.
La junte sandiniste a remplacé la garde nationale dissoute par deux nouvelles forces, l'Ejército Popular Sandinista (EPS, Armée populaire sandiniste) et la Policía Sandinista (police sandiniste). Finalement, les anciens de la garde nationale vont en partie, et avec le soutien de la CIA et du Honduras, devenir des rebelles Contras.
À la suite de l'effondrement de la garde nationale, de nombreux membres ont déménagé au Guatemala et ont formé la Légion du 15 septembre, qui s'est engagée à renverser le régime sandiniste.

## Liste des dirigeants de la garde nationale
| No  | Dirigeant                                          | Prise de fonction | Fin de la prise de fonction | Durée     |
| --- | -------------------------------------------------- | ----------------- | --------------------------- | --------- |
| 1   | Major General Anastasio Somoza García (1896–1956)  | 1928              | 29 septembre 1956 †         | 27–28 ans |
| 2   | Major General Anastasio Somoza Debayle (1925–1980) | 29 septembre 1956 | 1960                        | 3–4 ans   |
| 3   | Brigadier General Gustavo Montiel                  | 1960              | 1966                        | 5–6 ans   |
| (2) | Major General Anastasio Somoza Debayle (1925–1980) | 1966              | Juillet 1979                | 12–13 ans |
| 4   | General Federico Mejía González                    | Juillet 1979      | Juillet 1979                | 0 mois    |
| 5   | Lieutenant Colonel Fulgencio Largaespada Baez      | Juillet 1979      | Juillet 1979                | 0 mois    |

### Officiers notables de la garde nationale
- Le général de brigade José R. Somoza (alias "Don José", "Papa Chepe") - Inspecteur général de la garde nationale de 1976 à 1979[11].
- Le colonel Anastasio Somoza Portocarrero (alias "El Chigüín") - Fondateur et directeur en chef de l'école de formation de base d'infanterie (EEBI) de 1976 à 1979[12].
- Colonel Donaldo Humberto Frixote - Commandant de l'armée de l'air de la garde nationale nicaraguayenne.
- Lieutenant-colonel Enrique Bermúdez Varela - membre de la garde nationale attaché militaire à Washington jusqu'en 1979 et plus tard chef de l'aile militaire de la Force démocratique nicaraguayenne (FDN), un mouvement de guérilla anti-sandiniste Contras dans les années 1980.
- Major Pablo Emilio Salazar (alias "Comandante Bravo") - Commandant du front sud de la garde nationale en 1978–79.
- Major Franklin Monténégro[13]
- Capitaine Justiniano Pérez - Vice-directeur et officier exécutif de l'école de formation de base d'infanterie (EEBI) de 1977 à 1979[14].
- Le capitaine Juan Francisco Rivera (alias "El Gato") - Chef de la section du personnel de l'École de formation de base d'infanterie (EEBI) de 1977 à 1979[15].

## Apparence et insignes

### Uniformes
L'uniforme standard pour tous les grades depuis la fin des années 1920 était la chemise et le pantalon en coton kaki tropical Chino de l'armée américaine, portés avec le chapeau de campagne US M1912 (alias 'Montana Peak Hat') en feutre Olive Drab avec l'insigne triangulaire de la casquette nationale nicaraguayenne. Les cadets de l'Académie militaire ont reçu une version spéciale de l'uniforme Chino, avec la chemise modifiée par l'ajout de bretelles noires et de rabats de poches de poitrine teints en noir. Les officiers et parfois les sous-officiers portaient sur le terrain des culottes et des bottes d'équitation ou des bottes lacées de cavalerie US M1931 tandis que les autres grades avaient leur pantalon glissés dans des guêtres et des bottines en toile (ou en cuir) de type américain. Ce dernier se composait de chaussures en cuir marron M-1918 (botte Pershing) et de chaussures de service de type II/III, remplacées plus tard par les bottes de service de combat M-1943 et les bottes à lacets en cuir russet M-1948. Une tunique sans ceinture à quatre poches et à col ouvert inspirée du modèle américain M1926 a été adoptée par les officiers de la garde nationale et portée avec une chemise et une cravate kaki, remplacées par une chemise blanche et une cravate noire lors des cérémonies. En service, une ceinture en cuir marron Sam Browne (ceinture d'officier américain, M1921) était fréquemment portée avec la tunique. Un uniforme en lin blanc tropical très similaire à la tenue de service blanche de l'US Navy , a été adopté par la Guardia et les officiers du service naval et les cadets de l'Académie militaire. Composée d'une tunique à col haut, d'un pantalon et de chaussures blanches ainsi que d'une casquette à visière assortie, la tunique était portée avec des épaulettes à cordon torsadé et une ceinture en soie rouge nouée autour de la taille lors d'occasions formelles, tandis que les rangs enrôlés portaient à la place des épaulettes noires. À partir du milieu des années 1930, les officiers de la garde nationale ont commencé à recevoir les casquettes américaines M1937 ou M1942, en kaki tropical clair et en tissu de laine Olive Drab, qui ont lentement commencé à remplacer le chapeau de campagne en tenue de service. Le calot kaki US M1934 a également été fourni au personnel de la garde dans les années 1930-1940.
Les uniformes de la Guardia ont subi quelques changements dans les années 1950 et 1960, les officiers adoptant la tenue de service kaki clair US M1942, comprenant une tunique, un pantalon et une casquette à visière assortie avec jugulaire et visière marron, ou une casquette noire avec jugulaire dorée, visière noire avec broderie à la feuille d'or pour les rangs sur le terrain et généraux (le directeur en chef avait une broderie supplémentaire à la française sur la bande de casquette) et un insigne de casquette national triangulaire en argent. Pour les occasions formelles, les officiers supérieurs ont adopté une version de cérémonie noire de leur tenue de service M1942 avec des insignes brodés d'or tandis que les autres grades ont conservé l'ancien uniforme kaki Chino comme tenue, généralement porté avec la casquette kaki. La ceinture « Sam Browne » a été abandonnée et des chaussures en cuir marron (noires pour les autres branches de la garde) ont remplacé les pantalons et les bottes d'équitation antérieures.
Les officiers de l'armée de l'air nicaraguayenne (FAGN) ont reçu une tenue de service bleu roi M1947 de style US Air Force, portée avec une chemise bleu clair et une cravate bleu roi lors d'occasions formelles ; une chemise à manches courtes et un calot bleu royal assorti étaient portés par les officiers et les autres grades en service actif. La marine nicaraguayenne a conservé à la fois la tenue blanche et les uniformes kaki, les officiers adoptant une version modifiée de la tunique M1942 avec des épaulettes amovibles, qui était portée avec une chemise kaki clair et une cravate noire sur la tenue de service.
Les agents de la police nationale nicaraguayenne (PNGN) ont continué à porter comme tenue de service la chemise kaki Chino (en versions à manches longues ou courtes) et un pantalon avec des chaussures ou des treillis vert olive (OG) avec des bottes de combat, tandis que les femmes gendarmes ont reçu un kaki chemisier à manches courtes et jupe assortie jusqu'aux genoux portés avec un chapeau kaki court à dessus plat. Leurs homologues masculins ont conservé le chapeau « Montana Peak » comme couvre-chef standard, bien que ce dernier ait également commencé à être remplacé par un bonnet à visière kaki clair de type M1954 ; Les policiers chargés du contrôle de la circulation ont reçu une version à dessus blanc. Cependant, il n'a jamais entièrement remplacé le couvre-chef antérieur, car des photos prises à Managua au moment du tremblement de terre de 1972 montrent des policiers locaux en patrouille portant toujours l'ancien chapeau « Montana ». Pendant les patrouilles, la ceinture Sam Browne en cuir noir M1912 avec étui à pistolet et pochettes assorties pour les chargeurs, les menottes et la matraque M1944 a été portée.
Vers la fin des années 1960, les unités de la garde ont commencé à recevoir des uniformes tropicaux vert olive américains excédentaires, les utilitaires en satin de coton OG-107 de l'armée américaine et l'uniforme utilitaire de la jungle M1967. Les formations d'élite au sein du GN ont reçu des versions camouflage de ces mêmes uniformes, d'abord dans le motif « Duck Hunter », bientôt suivi par le « Tigerstripe » (type ERDL Thai Tadpole) et « Highland » (ERDL 1948 Leaf pattern, alias « Modèle boisé »). Les équipes BECAT de la police nationale avaient leur propre motif distinctif de « feuilles marron », qui consistait en des formes de feuilles de puzzle en brun moyen, brun clair et gris sable sur un fond beige. Le couvre-chef standard pour tous les grades de la Guardia était soit la « casquette Walker » de l'armée américaine M1943 et les casquettes M1951 Olive Green Field, la casquette de baseball OG-106 ou la version Olive Drab "Old style", partiellement remplacée sur le terrain par les chapeaux Boonie de l'US Army ou les casquettes utilitaires des US Marines dans les versions camouflage vert olive et ERDL. Les bérets des unités spécialisées les portaient tirés vers la droite, à l'américaine, avec la séquence de couleurs pour les forces terrestres comme suit : Cavalerie blindée et "Commandos" de contre-insurrection - Noir ; Parachutistes - rouge cerise (marron) ; Garde présidentielle – Verte ; Les bérets de la garde nationale étaient faits de laine artificielle d'une seule pièce attachée à une bande de cuir noir, avec des motifs américains ou israéliens.
Des bottes de combat en cuir noir ont également été fournies par les Américains qui ont transmis à la fois le premier modèle McNamara de l'armée américaine M-1962 et le modèle M-1967 avec une semelle en caoutchouc à motif ondulé ; la botte de jungle de l'armée américaine utilisée pendant la guerre du Vietnam ne semble pas avoir été très appréciée par les soldats et les policiers nicaraguayens, qui préféraient porter des chaussures en cuir noir même lorsqu'ils opéraient dans la jungle tropicale ou dans des environnements marécageux.

### Casques et gilets pare-balles
Le premier casque de combat fourni aux unités de la garde était le casque en acier américain Brodie, transmis pendant la Seconde Guerre mondiale, remplacé en 1954 par le M-1, doté d'une couverture de camouflage à motif Mitchell « Clouds », et le casque de fabrication israélienne Orlite Industries Ltd en fibre de verre composite OR-201 modèle 76. qui a commencé à remplacer le M-1 antérieur en 1977. Cependant, les photos d'époque montrent des soldats de la garde et des agents de la police nationale au sein des mêmes unités portant côte à côte des types américains et israéliens, souvent sans couvertures de camouflage. Les équipages blindés, selon le véhicule qu'ils pilotaient, ont reçu soit l'ancien casque de protection en fibre et cuir composite US M1938 Gruyère de la Seconde Guerre mondiale, soit le casque d'équipage de véhicule de combat (CVC) en fibre de verre « dôme osseux » de l'ère vietnamienne bien qu'aucun des modèles n'offrait aucune protection satisfaisante contre les éclats d'obus ou les balles d'armes légères. Le personnel militaire et de la police nationale de la garde nationale a également reçu des gilets pare-balles, soit les versions à demi-col en nylon balistique US M-1952 et M-1952/69, soit le gilet de protection Kevlar Rabintex Industries Ltd Type III RAV 200 de fabrication israélienne (aussi surnommé « Shapats »).

### Accessoires
L'équipement en gilets tactiques a été fourni par les Américains, qui ont fourni aux premières compagnies d'infanterie de la Guardia l'équipement d'infanterie kaki M-1910 dans toutes ses versions (modèles M-1917/18 et plus tard de la Seconde Guerre mondiale/guerre de Corée M-1945). Cependant, avec l'introduction complète des armes légères semi-automatiques et automatiques, la garde nationale et la police ont adopté à la fois l'équipement de transport de charge (LCE) M-1956 de l'armée américaine en toile de coton kaki, et le M-1967 (MLCE) en nylon OG ; certaines photos montrent que l'équipement de transport individuel léger polyvalent (ALICE), a également été donné à certaines troupes de la garde en 1978-1979. Habituellement, le personnel armé de M-1, de FAL et de M16 avait tendance à recevoir des équipements en toile américains, tandis que les soldats ou les policiers qui utilisaient des Galils ou des Pistolet-mitrailleur Uzi recevaient l'équipement en toile de coton de Tsahal datant des années 1950 (de conception similaire au gilet de l'armée britannique) ou le nouveau gilet de combat en nylon vert olive à la place.

### Insigne de grade
Les grades de la garde nationale nicaraguayenne a été directement inspiré de l'armée américaine, avec des chevrons pointés vers le haut pour les sous-officiers, des barres de laiton reliées horizontalement pour les officiers de compagnie et des étoiles dorées ou argentées placées verticalement pour les officiers de terrain. La séquence était cependant légèrement différente, les rangs des sergents étant limités à deux seulement ; Les capitaines étaient identifiés par trois barres au lieu de deux selon le modèle des forces armées américaines, tandis que les majors avaient une étoile dorée à cinq branches au lieu d'une feuille. Les insignes de grade de la garde nationale, du grade de Subteniente à celui de Coronel, ressemblaient à celles de l'armée des États confédérés. Il y avait aussi quelques différences de couleur et de nomenclature selon les branches de service : les sous-officiers des forces terrestres avaient des chevrons jaunes sur vert foncé, le personnel de l'armée de l'air portait des insignes de grade blancs sur bleu royal des forces terrestres tandis que les marins et les sous-officiers de la marine les grades étaient identiques à ceux des autres branches de la garde, mais les officiers de liaison avaient à la place des insignes de grade de style US Navy sur des épaulettes bleu marine amovibles.

### Insigne de branche
Les badges de compétences et de métiers suivaient de plus près la pratique américaine. La tenue de service des officiers des forces terrestres portait l'insigne  national triangulaire sur le col et des insignes de revers en laiton de style américain : fusils croisés - infanterie ; sabres de cavalerie croisés et char – armure ; canons croisés – artillerie ; château – ingénieurs ; drapeaux de signalisation croisés et torches – signaux ; caducée - département médical, tandis que les officiers pilotes de l'armée de l'air portaient l'insigne de l'hélice ailée sur les revers. Lorsque la garde a été formée au milieu des années 1920, son personnel portait sur la manche gauche de leurs chemises kaki clair un simple patch bleu en forme de losange avec les lettres blanches "GN", remplacé plus tard par un système plus élaboré de service et insignes d'unité. Sur les uniformes de combat vert olive ou camouflage, les officiers portaient des insignes de grade à épingler en tissu ou en métal noir sur le col droit, des insignes de branche à gauche et des chevrons jaunes des sous-officiers sur fond vert olive. Une bande avec le nom était portée sur la poche de poitrine droite, le mot Guardia sur la gauche, et des écussons d'unité en couleur ou discrets et des titres d'épaule sur les deux manches. Les membres du 1er bataillon blindé portaient sur les côtés de leurs casques OR-201 un décalque bleu de forme triangulaire portant l'écusson noir de l'unité inséré sur un disque blanc au centre. Pour le défilé en tenue, des écharpes de cou couleur branche étaient portées, bleu clair pour l'infanterie et les "Commandos" EEBI, noir pour les troupes de protection, rouge pour l'artillerie, jaune pour les ingénieurs et les transmissions, et vert pomme pour l'état-major général de la garde nationale.

## Armes et équipement
Tout au long de son existence, la garde nationale nicaraguayenne a reçu une assistance militaire principalement des États-Unis, qui ont fourni depuis la fin des années 1920 tout ce que la garde utilisait, des uniformes et bottes aux fusils, artillerie et véhicules, principalement dans le cadre du programme d'assistance militaire américain (MAP). Cependant, à partir du début des années 1950, les Somoza ont fait des efforts constants pour diversifier leurs sources de matériel et de fournitures militaires dans l'espoir de réduire leur dépendance vis-à-vis des Américains. La majorité de son armement jusqu'au milieu des années 1970 consistait en surplus de fabrication américaine provenant des deux guerres mondiales, de la Corée et Vietnam, partiellement complétés par des équipements plus modernes donnés ou vendus par Israël, l'Espagne, l'Argentine>, le Maroc et l'Afrique du Sud, en particulier après la réduction de l'aide américaine en 1978. D'autres pays tels que l'Italie, l'Allemagne de l'Ouest, le Portugal, El Salvador, le Paraguay, la Suède, la Corée du Sud et les Philippines ont également été impliqués dans la fourniture d'une forme d'aide secrète, ou ont agi en tant que courtiers dans des transactions secrètes d'armes.
La première arme standard des compagnies d'infanterie de la Guardia Nacional (GN) au milieu des années 1920 était le fusil à verrou Krag – Jørgensen US M1896 / 98 .30-40 (7,62 mm), bientôt remplacé par le Springfield US M1903 .30-06 (7,62 × 63 mm). L'arme de l'escouade était la mitrailleuse légère Browning Automatic Rifle (BAR) M1918A2 US .30-06 (7,62 × 63 mm) - la GN semble également avoir reçu la version américaine du célèbre pistolet britannique de la Première Guerre mondiale Pistolet Lewis .303 (7,7 mm), le Savage Model 1917 LMG chargé en US .30-06 (7,62 × 63 mm) -, les armes de la société étant la Mitrailleuse Colt-Browning 1895 et la mitrailleuse moyenne US M1917A1 .30-06 Browning. Les officiers et les sous-officiers ont reçu le pistolet mitrailleur Thompson M1928A1 US de calibre .45 (11,4 mm),, ainsi que le pistolet semi-automatique Colt M1911A1 de calibre .45 (11,4 mm), comme arme de poing personnelle. Un petit nombre de ZB vz. 30, des mitrailleuses légères, ont été acquises après de la Tchécoslovaquie en 1937 pour évaluation, mais elles n'ont jamais été adoptées comme armes standard par la GN.
Dans les années 1940-1950, le GN a reçu des armes d'infanterie américaines excédentaires de la Seconde Guerre mondiale et de la guerre de Corée, comme les  carabines M1 / M2 US .30 (7,62 × 33 mm) et le fusil mitrailleur M1 Garand US .30-06 (7,62 × 63 mm). Ils ont remplacé les anciens Springfield à verrou. Les modèles de mitraillettes Thompson M1A1 et M3 "Grease Gun" de calibre américain .45 (11,4 mm) remplaçèrent l'ancien modèle Thompson M1928A1. Bien que le populaire pistolet Colt ait été conservé, les revolvers Colt Cobra .38 et les Smith & Wesson Model 10, ansin que les revolvers Smith &amp; Wesson Model 15 en .38 Special ont également été adoptés. Des mitrailleuses moyennes et lourdes, sous la forme du M1919A4 US .30-06 Browning (7,62 × 63 mm) - ou sa version mitrailleuse légère M1919A6 - et le plus grand M2HB .50 Browning (12,7 × 99 mm) ont été ajoutés à l'arsenal de la Guardia, remplaçant les vieillissantes mitrailleuses moyennes refroidies à l'eau M1895 et M1917A1.
Les fusils d'assaut ont commencé à être adoptés vers la fin des années 1960, bien qu'ils n'aient jamais complètement remplacé les armes antérieures, comme le fusil Garand qui est resté l'arme de choix pour les soldats, utilisés dans les pelotons d'exécution de la garde nationale et les troupes de sécurité, qui l'employaient pour disperser les manifestations. Néanmoins, en 1978-1979, la plupart des formations d'infanterie de la garde nationale avaient soit le FN FAL belge (ou sa version israélienne), ou les fusils d'assaut M16A1 5,56 × 45 mm ou 7,62 × 51 mm. Les unités d'élite recevait les variantes IMI Galil SAR et ARM de fabrication israélienne en 5,56 × 45 mm et 7,62 × 51 mm qui ont été adoptées au milieu des années 1970,. Au niveau de l'escouade, les mitrailleuses légères FN MAG 58 et US M60 de fabrication belge, toutes deux en 7,62 × 51 mm, ont remplacé les modèles obsolètes BAR et Savage, bien que les Brownings plus lourds aient été conservés comme mitrailleuses. La mitraillette israélienne Uzi 9 mm a également été donnée aux équipages blindés, aux équipes de police BECAT et aux Commando EEBI, qui ont également reçu le fusil américain Remington modèle 700 Sniper 7,62 × 51 mm, et les fusils à pompe Ithaca modèle 37 calibre 12, et Remington modèle 870.
Les grenades ont été fournies par les Américains, qui ont fourni des grenades à main M59 "Baseball", des Mark 2, des grenades à main à fragmentation M61, des grenades M67, et des M26A1, des grenades fumigènes au phosphore blanc M34 et des grenades fumigènes M18. Des mines M18A1 Claymore ont également été employées. Le fantassin nicaraguayen a également reçu deux types de roquettes portables, le lance-grenades à un coup US M79 "Blooper" 40 mm et le missile antichar M72 LAW 66 mm.

### Mortiers et artillerie
Les formations d'infanterie et d'artillerie de la Guarde étaient équipées d'une variété d'armes. Les mortiers légers allaient des modèles M2 60 mm et M1 81 mm de la Seconde Guerre mondiale au plus récent M29 81 mm ; certaines troupes d'élite sélectionnées ont reçu le mortier lourd Soltam M-65 de 120 mm de conception israélienne. Ils ont également reçu des fusils sans recul US M18 57 mm, M20 75 mm, M67 90 mm et M40A1 106 mm. La batterie d'artillerie de campagne était équipée de six à neuf canons antichars remorqués M3 de 37 mm datant de la Seconde Guerre mondiale, de quatre obusiers remorqués US M101A1 de 105 mm et d'un nombre indéterminé de lance- roquettes multiples EDESA Yarará de 70 mm à 42 tubes d'origine argentine montés sur des 4x4 Chevrolet, tandis que la batterie anti-aérienne actionnait des tourelles US Maxson M45 Quadmount sur des remorques à roues tractées et des canons automatiques Hispano-Suiza HS.404 20 mm fournis par Israël montés sur la configuration de la tourelle TCM-20. Habituellement installés à l'arrière des véhicules tout-terrain, ces systèmes d'armes se sont avérés utiles dans le rôle d'appui au tir direct, en particulier contre les positions fortifiées et pour extirper les tireurs d'élite des bâtiments urbains. La batterie AA utilisait à l'origine six à huit canons antiaériens M1 Bofors de 40 mm, mais ceux-ci ont été rééquipés en 1979 sur un cargo civil réquisitionné par la Memnic Line Company, afin de fournir un appui-feu direct au large de la côte Pacifique à l'infanterie de la garde combattant sur le front sud.

### Véhicules de combat et de transport

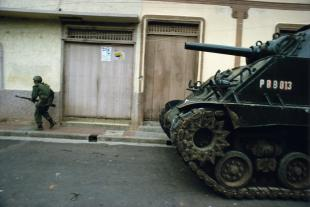
Un char M4 Sherman de la garde nationale nicaraguayenne lors d'affrontements avec des rebelles sandinistes à Estelí, 1979.

La garde a également déployé un petit corps blindé, organisé depuis 1978 en une seule compagnie mécanisée tandis que des unités de la taille d'un peloton étaient rattachées au bataillon de combat Somoza, la garde présidentielle, et au bataillon du génie, ainsi qu'à l'école d'infanterie EEBI. L'inventaire se composait principalement de véhicules américains d'époque de la Seconde Guerre mondiale acquis dans les années 1950 - dix anciens chars Sherman M4A3 E8 (76) et M4A3E8 (105) de l'armée philippine, trois à quatre chars légers M3A1 Stuart et dix-huit voitures blindées T17E1 M6 Staghound, d'origine israélienne (certains avaient vu leurs tourelles retirées et remplacées par une monture Browning HMG de calibre 30 ou 50 à la place),. En outre, deux chenillettes L3/33 obsolètes acquises auprès de l'Italie au milieu des années 1930 auraient été gardées en réserve, mais une seule (surnommée "La Mascota" par les Nicaraguayens) était encore en état de marche en 1979.
Hormis une dizaine de voitures semi-chenillées M2, la Guardia souffrait d'une pénurie chronique de véhicules blindés légers de transport de troupes pour ses unités d'infanterie, les forçant à compter sur leur vaste flotte de véhicules de transport et de liaison peu protégés. Celles-ci allaient des jeeps Willys MB de la Seconde Guerre mondiale et des Dodge WC51 aux jeeps Willys M38A1 MD plus modernes et aux jeeps Willys CJ-5, des Santana Series III (variante espagnole du modèle Land Rover Series III) et des Toyota Land Cruiser (J40), des camionnettes d'une tonne VIASA - Ebro trucks "Campeador" (variante espagnole du Jeepster Commando), des camions utilitaires M151A1 (surnommés "Pumas" par les Nicaraguayens), des Dodge M37B (surnommés "Chatas" par les Nicaraguayens ; en 1978, un M37B a été converti par les ingénieurs de la garde nationale en un prototype de véhicule blindé baptisé "La Trigra", mais l'ensemble du projet a été abandonné en raison d'un manque de fonds). On trouvait aussi des voitures israéliennes AIL M325 ("Nun-Nun") et des camions légers Mercedes-Benz Unimog 406. Des véhicules de transport lourds ont également été utilisés, allant des anciens camions GMC CCKW  et Chevrolet G506 de la Seconde Guerre mondiale aux plus récents camions américains Dodge W500 / W600 Power Wagon, des camions M35 et M39, et les camions lourds espagnols Pegaso 3046 et 3050, que le garde nationale a reçus en versions civile et militaire.
En plus d'être utilisés comme transporteurs de troupes, ces véhicules faisaient également office de « camions à canon » ou de «camions techniques », étant équipés de mitrailleuses lourdes, de fusils sans recul et de canons automatiques AA. Leur manque de protection les a rendus très vulnérables aux engins explosifs improvisés (EEI) ou aux tirs d'armes légères, et beaucoup ont été perdus avec leurs équipages en 1979 en raison d'intenses combats de rue et d'embuscades dans les zones rurales.
Des chenilles réquisitionnées ou des bulldozers civils à roues d'origine américaine et espagnole ont également été employés par la garde pendant les batailles de Masaya et de Managua pour dégager des chemins dans les quartiers urbains tenus par les rebelles, en démolissant des bâtiments transformés en bunkers par les guérilleros.

## Troupes disponibles en 1978-1979

### Forces terrestres
En janvier 1978, l'effectif global de la garde nationale a culminé à environ 25 000 officiers et hommes enrôés, sous le commandement personnel direct de leur directeur en chef et président de la république du Nicaragua, le général de division Anastasio Somoza Debayle (surnommé 'Tachito'). Décrite comme un effectif de vassaux, ou comme une force d'occupation, plutôt que comme une armée nationale moderne, la garde nationale était principalement organisée pour des opérations de sécurité intérieure et de contre-insurrection (COIN) plutôt qu'un corps dédié à la défense nationale, avec la plupart les unités d'infanterie se voyant attribuer des tâches de garnison statiques. Par conséquent, sa valeur militaire conventionnelle était très faible. Sur ce total, environ 10 000 à 12 500 ont servi dans les forces terrestres proprement dites (y compris des femmes dans l'armée et la PNGN), mais seulement 7 500 environ étaient des troupes de combat, organisées en un bataillon de la garde présidentielle, un bataillon blindé, un bataillon d'infanterie mécanisée, un bataillon mécanisé, un bataillon du génie, un bataillon de la police militaire, une batterie d'artillerie de campagne et une batterie antiaérienne, ainsi que seize compagnies « de sécurité ». Toutes les unités susmentionnées ont été déployées à la manière coloniale espagnole traditionnelle dans des cuarteles en forme de forteresse (quartiers ; casernes-garnisons) dans les principales villes, y compris la capitale nationale, Managua. Le quartier général de l'état-major de la garde nationale a été placé au cœur du quartier gouvernemental de la colline de Tiscapa, près du centre-ville de Managua, réparti dans un complexe souterrain de style bunker construit après le tremblement de terre de 1972 au Nicaragua ; les installations adjacentes du quartier abritaient également les bureaux principaux de l'administration de la garde, les transmissions, les bureaux de l'ingénierie, des services médicaux, de logistique et de la justice militaire, ainsi que les principales écoles militaires.
Managua abritait également la plupart des principales unités tactiques de la garde nationale, telles que le Batallón de Guardia Presidencial (BGP, bataillon de la garde présidentielle), la Patrulla Presidencial (PP, unité de protection présidentielle d'élite), le Primero Batallón Blindado (PBB, 1er bataillon blindé), le Batallón de Combate General Somoza (BCGS, bataillon de combat général Somoza), le Batallón de Ingeniería (bataillon du génie), le Batallón de Policía Militar (BPM, bataillon de la police militaire) et les batteries d'artillerie.
Les Compañías de Seguridad de la Guardia Nacional (CSGN, Sociétés de sécurité en abrégé) ont été dispersées dans les 16 provinces du pays (espagnol : Departamentos), étant attribuées une par chacune dans les capitales provinciales de Boaco (Boaco), Jinotepe (Carazo), Chinandega (Chinandega), Juigalpa (Chontales), Estelí (Estelí), Grenade (Grenade), Jinotega (Jinotega), León (León), Madriz (Somoto), Masaya (Masaya), Matagalpa (Matagalpa), Ocotal (Nueva Segovia), Rivas (Rivas), San Carlos (Río San Juan) et Bluefields (Zelaya).

### Forces aériennes
La Fuerza Aérea de La Guardia Nacional (FAGN, Force aérienne de la garde nationale nicaraguayenne) comprenait en 1978 quelque 1 500 officiers et hommes de troupe, dont des pilotes et du personnel au sol, sous le commandement du colonel Donaldo Humberto Frixote, un pilote expérimenté et soutien de Somoza. Les principaux éléments aériens de la FAGN à l'époque se composaient de quatre escadrons - un d'attaque, un hélio, un de transport et un d'entraînement avancé - dotés d'un inventaire mixte d'avions de divers types, principalement d'origine américaine, israélienne, britannique, canadienne et espagnole, la majorité étant à hélice. Tous les avions et le personnel FAGN étaient concentrés sur la base aérienne militaire adjacente à l'aéroport international Mercedes de Managua, qui abritait également le QG de l'armée de l'air et l'école d'aviation.
- L'Escuadrón de Combate (escadron de combat), a effectué des missions d'assaut aérien et de contre-insurrection, utilisant dix avions légers Cessna 337A Super Skymaster "Push and Pull" convertis pour les rôles d'attaque au sol et d'appui aérien rapproché[39], entre sept ou onze T-28A/D Trojan à deux places convertis pour le rôle d'attaque au sol[40],[41], sept Lockheed T-33A convertis au rôle de chasseur-bombardier, deux chasseurs de nuit Douglas A-20G Havoc et sept bombardiers légers de reconnaissance Douglas A-26B/C Invader.
- L'Escuadrón de Ala Rotatoria (escadron d'hélicoptères) mobilisait pour la reconnaissance aérienne, la recherche et le sauvetage (SAR), le transport et les missions d'assaut, onze hélicoptères Sikorsky S-58T (CH-34A) Choctaw convertis pour le combat (surnommés "Skyraiders" par les Nicaraguayens)[42],[43], douze hélicoptères d'observation légers Hughes OH-6A/H-369HS Defender[44],[45], quatre hélicoptères utilitaires légers Hiller 12B Raven, trois Hughes 269 A/B (TH-55A) Osage[46], deux transports utilitaires Bell UH-1H Iroquois, un nombre indéterminé d'hélicoptères utilitaires Sikorsky H-19 Chickasaw[47] et un hélicoptère utilitaire léger Bell 47H.
- L'Escuadrón de Transporte (escadron de transport) a exploité treize transports Douglas C-47 Skytrain, huit avions utilitaires légers Cessna 180 Skywagon[48], sept avions utilitaires légers Cessna 185 (U-17B) Skywagon, sept Beech 18 (C-45) Expeditor, six transports utilitaires De Havilland Canada DHC-3 (U-1A) Otter STOL, cinq transports moyens CASA C-212 Aviocar[49], deux transports utilitaires IAI Arava 201 STOL, deux Piper PA-23-250 Aztec, huit transports utilitaires légers bimoteurs Piper PA-34-200 Seneca, un jet d'affaires intermédiaire Hawker Siddeley HS-125-600B, un transport utilitaire Rockwell Aero Commander 680FL et un nombre indéterminé de Cessna 421 Golden Eagle.
- L'escadron d'entraînement avancé de l'école d'aviation a utilisé vingt-neuf  biplaces AT-6 Texan nord-américains, dix avions utilitaires légers Piper PA-18, sept avions utilitaires Cessna 172 J / K Skyhawk et six Fairchild PT-19A[50].

### Forces navales
La Marina de Guerra de la Guardia Nacional (MG-GN, Marine de la garde nationale nicaraguayenne) comptait en 1978 environ 1 000 marins et matelots qui équipaient une flottille de surface d'environ huit à dix patrouilleurs israéliens Classe Dabur-1, un patrouilleur GC2, un patrouilleur GC6 et un patrouilleur Swiftships de type 85 pieds. La garde nationale était divisée en un escadron de patrouille de la côte pacifique, la Guardia Marina del Pacífico, et un escadron de patrouille de la côte atlantique, la Guardia Marina del Atlântico. Les principales bases navales étaient situées dans les villes côtières de Corinto (Chinandega) sur la côte Pacifique et de Puerto Cabezas (Zelaya) sur la côte caraïbe, avec des stations navales secondaires installées à San Juan del Sur (Rivas) et El Bluff près de Bluefields (Zelaya).

### Police nationale
Créée en 1970 à partir de la branche chargée de l'application de la loi de la garde nationale, la Policia Nacional - Guardia Nacional ( PNGN, Police nationale de la garde nationale) était une gendarmerie municipale comptant quelque 9 000 à 10 000 agents en uniforme, hommes et femmes, bien que d'autres sources estiment que leur nombre réel était autour de 3 000 à 8 000 personnes. La plupart de son personnel légèrement armé était concentré dans les principales villes (Managua, Leon, Matagalpa et Masaya) dans des fonctions de police, ou affecté aux Brigadas Especiales contra Actos de Terrorismo (BECAT, Brigades spéciales de contre-insurrection). Il s'agissait d'une unité urbaine antiterroriste à réaction rapide étroitement calquée sur le SWAT, dont les membres recevaient des uniformes de camouflage spéciaux et des casques et gilets pare-balles israéliens, armés de Uzi SMG, de M-16, de fusils à pompe et de fusils de sniper. Facilement reconnaissables à leurs jeeps Willys CJ équipées de gyrophares, de sirènes et de dispositifs coupe-fil installés sur le pare-chocs avant, et peintes en bleu et blanc avec des marquages de la Police Nationale. Les équipes du BECAT étaient fréquemment employées dans des raids sur les bidonvilles urbains nicaraguayens à la recherche de guérilleros cachés, et ont rapidement acquis une réputation de brutalité.

### Forces spéciales
En juillet 1979, la garde nationale a également déployé quelque 2 000 à 2 500 soldats d'élite de la contre-insurrection EEBI, comprenant des commandos (alias les Boinas Negras ou "Bérets noirs", formés pour la première fois en 1968), des parachutistes (alias les Gansos Salvajes ou "Oies sauvages", formé en 1978-1979) et des stagiaires d'infanterie dirigés par le major (plus tard, le colonel) Anastasio Somoza Portocarrero, dans des jeeps et des camions armés, ainsi que dans deux petits pelotons d'artillerie et de voitures blindées.

## Établissements de formation
On estime que 4 252 militaires nicaraguayens ont été formés par les États-Unis entre 1970 et 1976 à l'École militaire des Amériques à Fort Gulick dans la zone du canal de Panama, à la Psychological and Special Warfare Academy de Fort Bragg et au Inter-American Defence College de Washington DC.

### Académie militaire du Nicaragua - AMN
Créée le 9 novembre 1939, l'Academia Militar de Nicaragua (AMN, Académie militaire du Nicaragua) était l'école des sous-officiers et des aspirants-officiers et le lieu de formation principal des hautes sphères de la garde nationale. Inspiré de l'Académie de West Point, l'AMN était initialement composée d'un groupe d'instructeurs de l'armée américaine dirigé par le brigadier-général Charles L. Mullins (1939-1942), lui-même diplômé de West Point. Il a été remplacé comme directeur de l'AMN par trois autres officiers supérieurs de l'armée américaine, le brigadier-général Fred T. Cruse (1942-1943), le brigadier-général LeRoy Bartlett jr. (1943-1946) et le brigadier-général John F. Greco (1947) jusqu'à ce que le colonel d'infanterie de la garde nationale et futur président Anastasio Somoza Debayle soit nommé son premier directeur d'origine nicaraguayenne en 1948.

### École de formation de base d'infanterie - EEBI
L'Escuela de Entrenamiento Basico de Infanteria (EEBI, École d'entraînement basique de l'infanterie) a été fondée en 1976-1977 par le capitaine Anastasio Somoza Portocarrero à son retour des États-Unis après avoir fréquenté à la fois l' école d'infanterie de l'armée américaine à Fort Benning et l' école de l'armée américaine pour la guerre psychologique et spéciale à Fort Bragg. Initialement attachée à des fins administratives à la 3e compagnie du bataillon de combat du général Somoza , dont le siège est à Tiscapa Hill, juste à l'extérieur de Managua, l'EEBI était un centre de formation des forces spéciales indigènes inspiré de Fort Bragg, et était chargé de former l'élite anti-guérilla de la garde, les Commandos, les « bérets noirs » et sa première unité de parachutistes, les « Oies sauvages ». Inspiré des programmes de formation des forces spéciales américaines (USSF), des commandos de l'armée chilienne et des parachutistes de l'armée brésilienne, le programme spécial de l'école mettait l'accent sur la contre-insurrection. Les cours dispensés allaient des compétences de base de l'infanterie légère, du combat dans la jungle et de la survie, de la formation de tireur d'élite, des armes légères et lourdes (mortiers et artillerie), des démolitions, des opérations commando et du renseignement, de la reconnaissance, des communications, des tactiques médicales, aéroportées et même des armures légères. Les instructeurs sud-vietnamiens exilés du LLDB ont dispensé la majeure partie de la formation, bien que le personnel enseignant de l'école ait inclus des exilés anti-castristes cubains (anciens membres de la Brigade 2506, qui avaient participé au commando de la Baie des Cochons en 1961) des Guatémaltèques, des Salvadoriens et des Chiliens, ainsi que des mercenaires israéliens et allemands.

### École des transmissions
L'Escuela de Transmissiones (École des transmissions) a été créée le 15 janvier 1933.

### Académie de l'armée de l'air nicaraguayenne - EMA
Une Escuela del Aire (école de l'air) a été formée pour la première fois en 1932 pour former des pilotes nicaraguayens pour l'escadre aérienne de la garde nationale récemment créée, bien que ce ne soit qu'en août 1940 qu'elle a été officiellement établie à l'aérodrome de Managua sous le nom d' Escuela Militar de Aviación (EMA, école militaire d'aéronautique).

### École nationale de police de la garde nationale – ENP
L'Escuela nacional de policia (ENP, École nationale de police) était l'académie de police de la garde nationale.

### Champ de tir du lac Managua
Le Polígono de Tiro (champ de tir) était situé près du lac Managua, utilisé pour l'entraînement à l'artillerie et à la supériorité aérienne des unités terrestres de la garde nationale et des pilotes de l'armée de l'air.

## Dans la culture populaire
La garde nationale nicaraguayenne a été présentée dans trois grandes productions cinématographiques, toutes se déroulant pendant la révolution nicaraguayenne de 1979, la première étant le film allemand de 1980 The Uprising tourné sur place au Nicaragua. En 1983,deux films hollywoodiens sortent également sur le même thème : Last Plane Out et Under Fire ; ce dernier a en fait été tourné au Mexique avec des soldats de l'armée mexicaine, lesquels incarnent à la fois les troupes de la garde nationale et les guérilleros du FSLN.